# Barış Manço
 (août 2009).
Si vous disposez d'ouvrages ou d'articles de référence ou si vous connaissez des sites web de qualité traitant du thème abordé ici, merci de compléter l'article en donnant les références utiles à sa vérifiabilité et en les liant à la section « Notes et références ».
Barış Manço, né le 2 janvier 1943 à Istanbul et mort le 1er février 1999 dans la même ville, est un auteur-compositeur-interprète ainsi qu'un explorateur, producteur et animateur de télévision turc.
Ses compositions avoisinent les 200 chansons qui lui ont permis d'obtenir 12 disques d'or et un de platine. Certaines ont été diffusées ou traduites dans un grand nombre de langues dont en arabe, en bulgare, en néerlandais, en allemand, en français, en hébreu, en anglais, en japonais et en yougoslave. 
Pratiquant le rock anatolien, Manço a influencé plusieurs générations d'artistes turcs.

## Biographie

### Enfance
Barış Manço est né à la maternité de Zeynep Kâmil d’İstanbul, la nuit du 1er au 2 janvier 1943. Barış veut dire « paix » en turc. Il est le frère de Savaş Manço, savaş signifiant guerre en turc.
Il étudie durant sa jeunesse au lycée de Galatasaray jusqu'en 1962.

### 1960-1964:Kafadarlar, Harmoniler et premiers disques
En 1958, il intègre le groupe Kafadarlar (« Les Potes »). Le groupe à dominante twist se produit dans des clubs et interprète quelques succès d'Elvis Presley.  
En 1960, il crée le groupe Harmoniler (« Les Harmonies »), un groupe axé sur le rock 'n' roll. Barış Manço compose durant cette période sa première chanson, intitulée Dream Girls, pour laquelle il sera récompensé par la suite.  

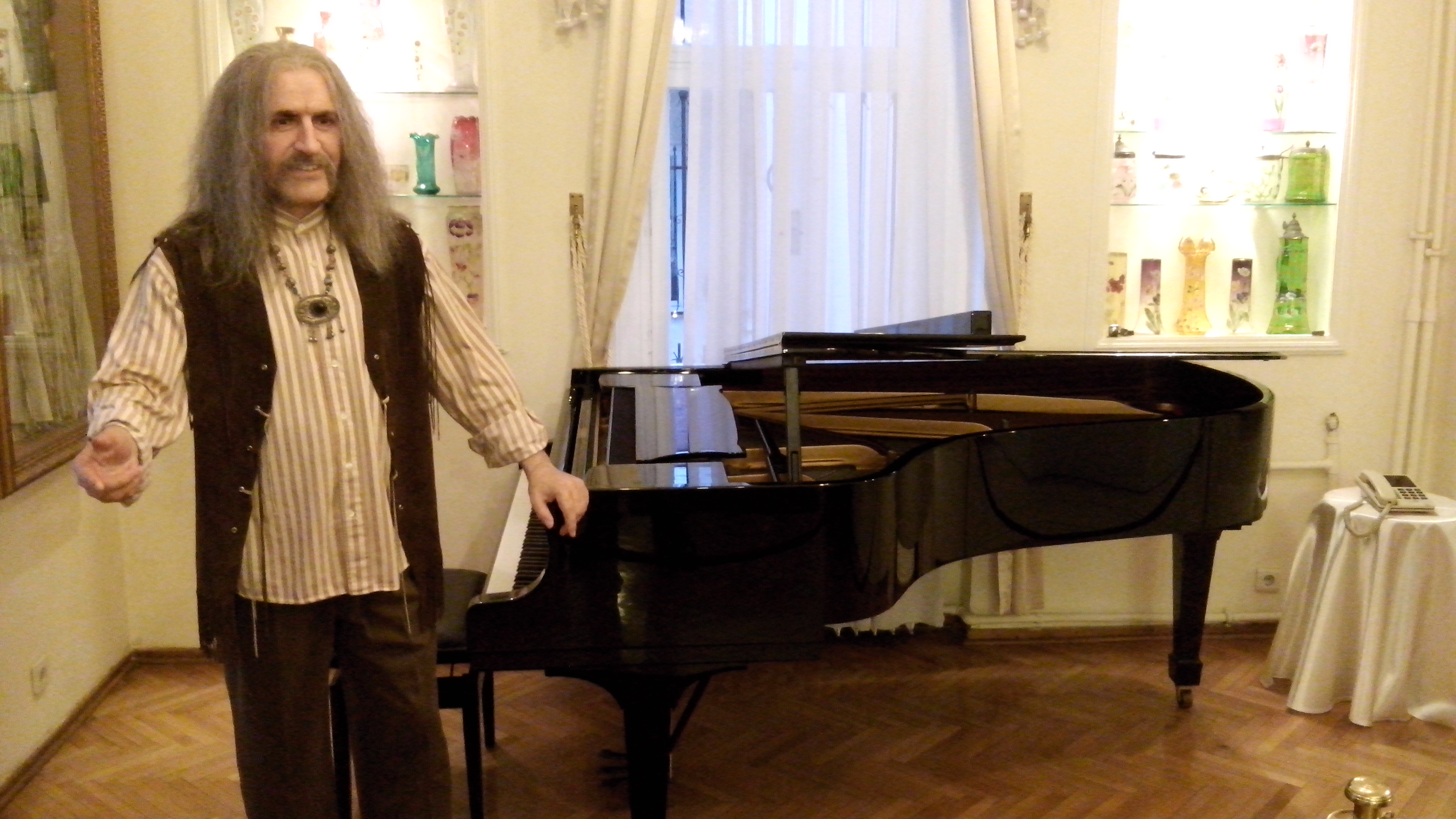
Statue de cire de Barış Manço, au musée Barış Manço.

Il sort, en 1963, les trois premiers 45 tours du groupe, qui rencontrent un certain succès. Barış Manço quitte alors la Turquie pour poursuivre ses études en Belgique. Cet évènement entraînera la dissolution du groupe.  
Les compositions du groupe, Urfa'nın Etrafı Dumanlı Dağlar et Kızılcıklar Oldu Mu? seront commercialisées plusieurs années plus tard[Quand ?].

### 1965-1970:La Belgique, André Soulac et les premiers succès
En 1964, Barış Manço poursuit ses études à L'Académie Royale des Beaux-Arts de Liège. Voulant continuer la musique et renouer avec le rock 'n' roll en délaissant le twist, il signe un contrat avec Henri Salvador et publie son premier EP contenant 4 titres chantés en français dont une version du célèbre « Handy Man » de Jimmy Jones. Ironiquement, le titre sera joué en Turquie comme étant le disque d'un artiste français. Manço voudra alors sortir son véritable premier LP, sans succès. Ce refus de la compagnie de disque s'explique par le mécontentement de certaines personnes[Qui ?] du show business français quant à son accent trop prononcé. Pendant deux ans (1965-1966), au sein de la « Manlac » (Manço-Soulac), il collabore avec son ami l'auteur André Soulac, avec lequel il corrige son accent et écrit plus de 150 chansons dont Toi, un duo avec la chanteuse Magali Michel. À deux, après avoir racheté le contrat de Manço à Henri Salvador, ils produisent quelques jeunes artistes belges (Magali Michel, Hervé Michaël, L'Alba, Les frères Joiry, Les Golden Rollers, Les Mistigris). Cette collaboration se termine par une tournée en Turquie avec le groupe Les Mistigris (août et septembre 1966). Certaines des chansons écrites avec André Soulac seront reprises plus tard[Quand ?] sur les albums qui feront le succès considérable de Barış.
À partir de ce moment, Manço a toujours partagé son temps entre Liège (Belgique) et la Turquie. Appelé par le service militaire, Manço retourne dans son pays et à la fin des années 1960, il commence à collaborer avec le groupe de rock psychédélique Kaygisizlar et publie un EP intitulé Bebek (« Bébé »). Son premier grand succès vient avec Ağlama Değmez Hayat (« Ne pleure pas, la vie n'en vaut pas la peine ») qui devient disque d'or. Il remporte également du succès en France avec les titres Fairground et Susanna.  
En 1970, après quelques autres titres commercialisés, Manço publie un 45 tours qui figurera parmi les grands classiques de la musique turque. Ce disque, Daglar Daglar, s'écoulera à plus de 700 000 exemplaires en 5 mois. Ce succès lui permettra de monter au rang de vedette de la chanson turque, à l'instar d'Erkin Koray et Cem Karaca.

### 1970-1980:2023, Baris Manço et Yeni bir gün
Après avoir publié Ölum Allah'ın Emri'dir (« La mort est une volonté d'Allah ») en 1972, Manço part faire son service militaire. De retour, il publie un certain nombre de 45 tours dont Kalk Gidelim Küheylan, Hey Koca Topçu, Vur Ha Vur.  
Dans le courant de l'année 1975, il publie son premier LP intitulé 2023. Se détachant du son du rock psychédélique, ses chansons sont marquées par le son électronique, présent sur l'ensemble de l'album. Cet album lui assurera un grand succès, entre autres grâce au succès du film Baba Bizi Eversene où on peut le voir interpréter les titres de l'album. Le film sera sa première et dernière interprétation cinématographique (si l'on excepte sa collaboration pour une chanson du film belge « Jeudi on chantera comme dimanche » de Luc De Heusch en 1967).  
En 1976, il publie son second LP intitulé Baris Mancho. L'album est publié chez CBS Records et sort dans un très grand nombre de pays. Cependant, le disque ne récolte pas le succès escompté dû, entre autres, au manque de promotion de la part de Manço, ce dernier ayant subi un accident important.  
Durant l'année 1979, il publie son 3e LP intitulé Yeni Bir Gün, s'orientant vers le rock progressif et devenant un pionnier dans ce domaine en Turquie[réf. souhaitée]. L'album, regorgeant de tubes comme Sari çizmeli Mehmet Ağa ou Aynalı Kemer İnce Bele, s'impose comme l'album de référence en matière de rock progressif turc.

### 1980-1990:Sözüm Meclisden Disari, concerts au Japon et débuts à la TV
En 1981, il publie son 4e LP intitulé Sözüm Meclisden Disari. La chanson Dönence devient son morceau le plus emblématique. Il est souvent considéré comme étant l'un des plus grands chefs-d'œuvre de Manço et s'inscrit comme étant la meilleure chanson d'inspiration rock psychédélique turc. L'album devient une source d'inspiration pour de nombreux artistes turcs. La chanson Gülpembe devient un énorme succès et figure parmi ses plus grands classiques. L'album remportera un franc succès.  
Manço souhaite participer au concours Eurovision de la chanson de 1983 avec la chanson Kazma. Cependant, il retire sa participation au dernier moment.
En juillet 1985, il retrouve son ancien complice et ami André Brugmans (devenu ingénieur du son à la RTBF) pour le tournage d'une des premières émissions de la série « Strip-Tease » qui est consacrée à sa double vie en Belgique (où il se retire quelques mois par an pour y vivre dans le plus parfait anonymat) et en Turquie.
Il publie son 5e LP, intitulé 24 Ayar, en 1986. L'album, qui remporte un grand succès, contient la chanson Bugün Bayram, une chanson dédiée aux enfants, qui marquera le début d'une longue liste leur étant entièrement dédiée. Les chansons Domates Biber Patlıcan, Kara Sevda, Unutamadım, Can Bedenden Çıkmayınca et Nane Limon Kabuğu remporteront un énorme succès auprès du public et demeurent célèbres de nos jours.  
Il fait ses débuts d'animateur à la télévision grâce à son émission 7'den 77'e (« de 7 à 77 ans ») en 1988. Cette émission visite environ 150 pays et fait découvrir les cultures et ethnies de chaque coin du monde. Il démarrera plus tard l'émission Adam Olacak çocuk où des enfants viennent présenter l'étendue de leur talent. L'émission sera considérée comme la plus réussi du paysage audiovisuel turc.[réf. nécessaire]
Manço donne son premier concert au Japon au cours de l'année 1990.

### 1991-1999:Müsadenizle çocuklar, tournée au Japon etMançoloji

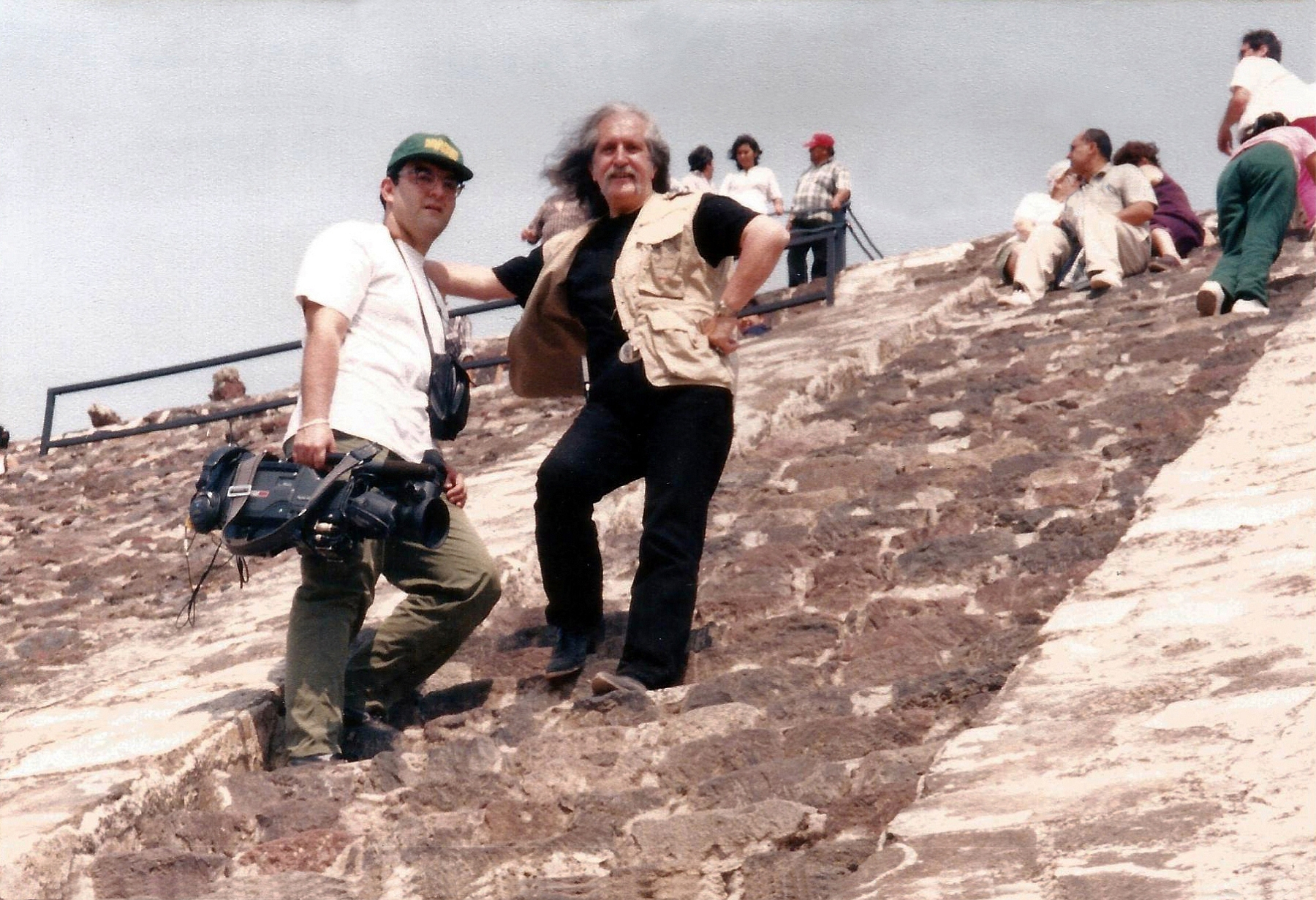
Barış Manço (à droite) avec le caméraman Erkan Umut en 1998.

Au cours de l'année 1991, il reçoit le prix de « Chanteur de la Nation ». Il démarrera sa première tournée au Japon.  
En 1992, il sort son 6e LP, intitulé Mega Manço. Il ne rencontrera pas le succès de ses précédents albums à cause, entre autres, de l'explosion de la musique pop en Turquie.  
La tournée de Manço au Japon durant l'année 1995 deviendra très rentable pour lui. Il publie au cours de la même année Müsadenizle çocuklar. La chanson titre, une collaboration avec les pop stars de l'époque, deviendra très populaire et Manço renouera de nouveau avec le succès.  
Sortie de l'album live Live in Japan en 1996 qui aura de nouveau un grand succès auprès du public turc mais également japonais.  
Cependant, Manço, voyant que la qualité des compositions des artistes est en baisse et que l'apparition de nouvelles chaînes privées baisse l'audimat de ses émissions, préfère se retirer de la télévision et de la musique, prévoyant cependant de publier un best of intitulé Mançoloji ainsi qu'un nouvel album, le premier depuis 4 ans, intitulé Kaplumbağanın Öyküsü (« Le récit de la Tortue »).

### Mort
Le 31 janvier 1999, à 23 h 30, alors qu'il était au téléphone, Manço est victime d'une crise cardiaque. Après l'arrivée rapide des secours, la mort est prononcée à 1 h 30 du matin, après une longue tentative de réanimation. Il est enterré le 3 février 1999. Sa pierre tombale porte l'inscription « Gesi Bağları », l'un de ses plus grands titre. La publication de Mançoloji devient un grand succès commercial, dépassant les cinq millions d'exemplaires. Son décès soudain provoque une très forte émotion au sein de la communauté turcophone, et beaucoup d'artistes lui rendent hommage. La plus grande politesse vient de la chaîne privée de télévision ATV qui diffuse pendant six ans tous les soirs, après le journal, une de ses chansons en prime time.
Pour son nouvel album, Manço avait écrit une chanson résumant ses quarante années de musique.

## Style de musique
S'essayant à plusieurs genres, Manço s'est plus souvent axé vers la musique rock et pop. Certaines compositions, comme Dönence, d'inspiration rock psychédélique, sortent tout de même du lot et montrent l'étendue du talent de Manço.